# Квантова еволюція
Квантова еволюція (від лат. quantum — скільки) — термін введений  Дж. Сімпсоном (1944) для позначення особливої форми філетичної еволюції ( макроеволюції), що відбувається при переході даної  популяції з однієї  адаптивної вершини на іншу (нову або ту, що залишалася перш незайнятою). При такому переході вона повинна перетнути певну адаптивну «долину». Перехід на нову адаптивну вершину зазвичай роблять невеликі популяції, еволюція відбувається з надзвичайно високими швидкостями.
Концепція пояснює високі темпи еволюції при формуванні великих таксонів ( родин,  рядів,  класів і т. д.). У процесі К.е. вихідна група організмів втрачає пристосованість до своєї колишньої адаптивної зони й потім або швидко долає нестабільний стан («неадаптивна фаза», «інтервал нестійкості»), розвиваючи комплекс пристосувань до нової адаптивної зони, або вимирає. Концепція К.е. викликає сумнів у багатьох вчених, які вважають більш імовірним поступове освоєння нового середовища існування (з використанням проміжних типів місцеперебувань) при відповідному способі життя.
«Квант» в цьому разі — вплив, який, бувши нижче якогось порогу, не дає реакції, а, перевищення цього порогу виводить групу зі стану рівноваги і в результаті дії жорсткого  природного добору приводить її або до загибелі, або до різких змін у будові організмів і до появи нових родин, підрядів, рядів і т. д.
Квантова еволюція пояснює вибуховий характер еволюції багатьох великих груп організмів, які несподівано досягали бурхливого розквіту. Так, утворення до початку  третинного періоду великих рівнин і поява трав'янистих покритонасінних рослин, особливо злаків, сприяли прогресивним змінам будови зубної системи і черепа, а також кінцівок у  копитних ссавців, що призвело до різкого збільшення їх чисельності, різноманітності форм і повсюдному розселенню.

## Ресурси Інтернету
- Основные биологические концепции